# Tortoman
Tortoman là một xã ở hạt Constanţa, România.
Xã này có 2 làng:
- Tortoman
- Dropia (tên lịch sử: Derinchioi, tiếng Thổ Nhĩ Kỳ: Derinköy)